# 1714 год в музыке

## События
- Франческо Джеминиани прибыл в Лондон, где получает покровительство Уильяма Капеля, 3-го графа Эссекс.
- Композитор Георг Мельхиор Гофман (нем. Georg Melchior Hoffmann), страдавший неизлечимой болезнью, женится на Маргарет Элизабет Филипп (Margaretha Elisabeth Philipp).
- Доменико Скарлатти становится капельмейстером капеллы Джулия в Ватикане (в соборе св. Петра).
- Итальянский композитор и скрипач Франческо Мария Верачини (итал. Francesco Maria Veracini) посетил Лондон, где выступил в Театре Её Величества.
- В Бостоне в Королевской часовне казначей Гарвардского колледжа Томас Братл (англ. Thomas Brattle) установил первый в США постоянный церковный орган.[1][2]
- Джон Тафтс (англ. John Tufts) публикует первые учебные книги по вокалу в США.
- 30 марта — Возможная дата премьеры пастиччо St Mark Passion Иоганна Себастьяна Баха в часовне замка Вильгельмбург (Шмалькальден).

## Классическая музыка
- Иоганн Себастьян Бах
  - «Маленькая органная книжечка» (нем. Orgel-buchlein)
  - Кантата Nun komm, der Heiden Heiland, BWV 61
  - Кантата Weinen, Klagen, Sorgen, Zagen, BWV 12 (движение 2 позже под названием Crucifixus вошлj в месса-кантату «Месса си минор»)
- Арканджело Корелли
  - Кончерто гроссо соль минор, соч. 6 № 8 («Рождественский концерт») (итал. Concerto grosso in G minor, Op. 6, No. 8).
  - Двенадцать концертов гроссо, соч. 6 (итал. Dodici concerti grossi, op. 6, опубликованы посмертно).
- Андре Резон — Deuxième livre d’orgue.
- Алессандро Скарлатти — оратория S. Filippo Neri.
- Доменико Циполи — оратория Santa Caterina, Virgine e martire.

## Опера
- Андре Кампра — «Эней и Дидона»
- Леонардо Лео (итал. Leonardo Leo) — «Писистрат» (итал. Pisistrato).
- Жан-Жозеф Муре (фр. Jean-Joseph Mouret) — Les Fêtes ou Le Triomphe de Thalie.

## Родились
- 1 января — Джованни Баттиста Манчини (итал. Giovanni Battista Mancini), итальянский кастрат-сопрано, учитель вокала (умер 4 января 1800).
- 2 февраля — Готфрид Август Гомилиус (нем. Gottfried August Homilius), немецкий композитор, органист и кантор (умер 2 июня 1785).
- 28 февраля — Джоаккино Конти (итал. Gioacchino Conti), итальянский оперный певец-кастрат сопрано (умер 25 октября 1761).
- 8 марта — Карл Филипп Эммануил Бах (Берлинский или Гамбургский Бах), немецкий композитор и музыкант, второй из 5 сыновей Иоганна Себастьяна Баха и Марии Барбары Бах, известен как один из основателей классического стиля в музыке (умер 14 декабря 1788).
- 6 мая — Антон Рааф (нем. Anton Raaff), немецкий тенор (умер 28 мая 1797).
- 2 июля — Кристоф Виллибальд Глюк, австрийский композитор, известный своей реформой итальянской оперы-сериа и французской лирической трагедии (умер 15 ноября 1787).[3]
- 10 сентября — Никколо Йоммелли, итальянский композитор и капельмейстер (умер 25 августа 1774).
- 23 декабря — Раньери Кальцабиджи (итал. Ranieri de' Calzabigi), итальянский либреттист, сотрудничавший с Глюком (умер в июле 1795).
- Дата неизвестна
  - Сюзанна Мария Сиббер (англ. Susannah Maria Cibber), английская певица и актриса, сестра композитора Томаса Арна (умерла 30 июня 1766).
  - Юхан Фолтмар (дат. Johan Foltmar), датский композитор (умер 26 апреля 1794).
  - Кристиан Готтлоб Хуберт (нем. Christian Gottlob Hubert), немецкий мастер клавишных инструментов (умер 1793).
  - Эдмунд Пасха или Паска (нем. Edmund Pascha), родившийся в Моравии проповедник, органист и композитор, известен под псевдонимом Claudianus Ostern (умер 6 мая 1772).

## Скончались
- 17 апреля — Филипп Генрих Эрлебах (нем. Philipp Heinrich Erlebach), немецкий барочный композитор (родился 25 июля 1653).
- август — Иоганн Георг Кунейосен (нем. Johann Georg Kühnhausen), немецкий композитор (дата рождения неизвестна).
- 3 сентября — Пьетро Антонио Фиокко (итал. Pietro Antonio Fiocco), итальянский барочный композитор (родился 3 февраля 1654).
- 13 ноября — Гильом Габриэль Нивер (фр. Guillaume-Gabriel Nivers), французский композитор, органист и музыкальный теоретик (родился в 1632).